# Lentinano
Lentinano é um betaglucano com uma ligação glicosídica β-1,3:β-1,6.  É um polissacarídeo anti-tumoral extraído do cogumelo shiitake (Lentinula edodes).  Tem um peso molecular de aproximado de 500,000 Da. A investugação sobre o lentinano foi efectuada pela companhia farmacêutica japonesa Ajinomoto.

## Pesquisa sobre os efeitos do lentinano
Uma experiência in vitro mostrou que o lentinano estimulava a produção de glóbulos brancos linhagem celular humana U937.
Foi também demonstrado que uma mistura farmacológica (MC-S) de lentinano, PSK, Ganoderma lucidum e Astragalus propinquus estimulava a produção de glóbulos brancos in vitro.
Um experiência in vivo feita em ratos, revelou que o lentinano é activo oralmente (o uso clínico da droga é por administração intravenosa).
Estudos clínicos limitados em paciente com cancro associaram o lentinano com uma maior taxa de sobrevivência, melhor qualidade de vida, e menor recorrência de cancro.